# スピロス・ヴラホス
スピロス・ヴラホス（Spyros Vlachos (ギリシア語: Σπύρος Βλάχος、1996年1月19日 - ）は、ギリシャ・アテネ出身のプロサッカー選手。スーパーリーグ2・カライスカキス所属。ポジションは、ディフェンダー（センターバック）。